# Calymniodes pyrostrota
Calymniodes pyrostrota är en fjärilsart som beskrevs av Paul Dognin 1907. Calymniodes pyrostrota ingår i släktet Calymniodes och familjen nattflyn. Inga underarter finns listade i Catalogue of Life.